# Dell Latitude

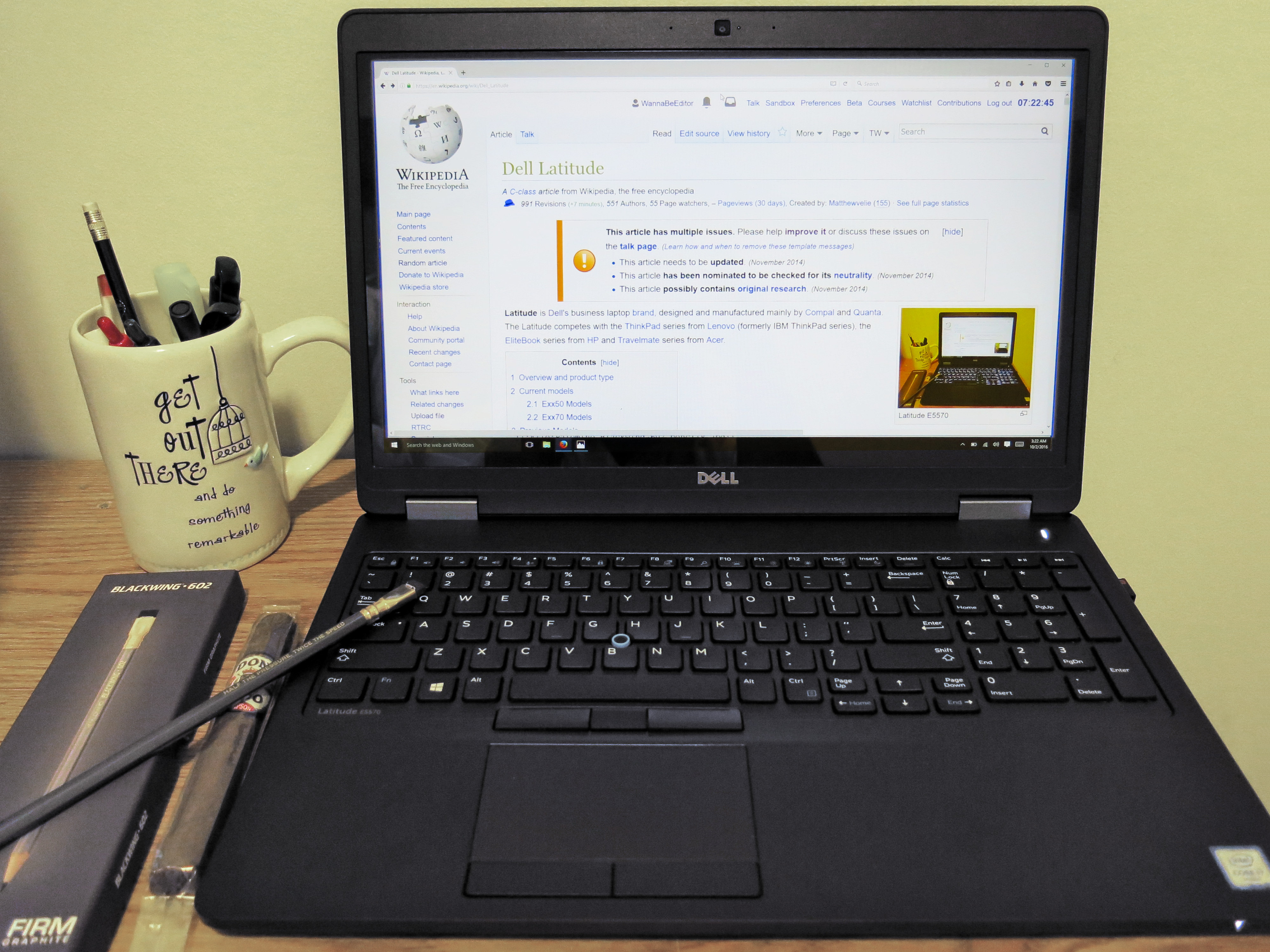
Dell Latitude E5570

Dell Latitude es la línea profesional de computadoras portátiles vendida por Dell, lo que implica una fiabilidad (la gama Latitude puede estar bajo garantía hasta durante 5 años) y una perenidad en la disponibilidad de los componentes de recambio para los varios modelos de dicha gama. Aunque está orientada a empresas, la gama Latitude también está disponible para los usuarios domésticos, sea por la página web de Dell, o por teléfono.

## Modelos antiguos: Latitude D
En 2007-2008, los modelos de la gama Latitude D-series se llamaban Dx3x, salvo el modelo Tablet PC. Entonces, la gama estaba formada por los siguientes modelos:

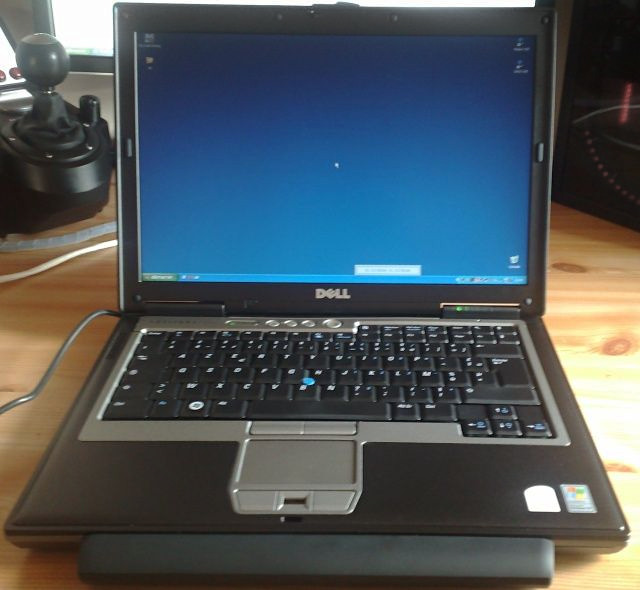
DELL Latitude D630.

- XT: Microprocesador Intel - pantalla de 12" panorámica (LED opcional) - Tablet PC;
- D430: Microprocesador Intel - pantalla de 12" panorámica no brillante;
- D530: Microprocesador Intel - pantalla de 15" estándar no brillante;
- D531: Microprocesador AMD - pantalla de 15,4" panorámica no brillante o TrueLife;
- D630: Microprocesador Intel - pantalla de 14,1" panorámica no brillante;
- D630 ATG: Microprocesador Intel - pantalla de 14,1" panorámica no brillante - carcasa reforzada y componentes protegidos contra choques;
- XFR D630: Microprocesador Intel - pantalla de 14,1" panorámica no brillante - carcasa superreforzada y componentes superprotegidos contra choques;
- D631: Microprocesador AMD - pantalla de 14,1" panorámica no brillante;
- D830: Microprocesador Intel - pantalla de 15,4" panorámica no brillante.

## Modelos actuales: Latitude E
Los nuevos modelos de la gama Latitude salieron durante el verano 2008 y se llaman Latitude E. Llegaron con un diseño nuevo y puertos de nueva generación como el Display Port y el eSATA. La nueva gama está formada de los siguientes modelos:
- XT2: Microprocesador Intel - pantalla de 12" panorámica - Tablet PC;
- E4200: Microprocesador Intel - pantalla de 12" panorámica;
- E4300: Microprocesador Intel - pantalla de 13" panorámica;
- E5400a: Microprocesador AMD - pantalla de 14,1" panorámica;
- E5400: Microprocesador Intel - pantalla de 14,1" panorámica;
- E5500a: Microprocesador AMD - pantalla de 15,4" panorámica;
- E5500: Microprocesador Intel - pantalla de 15,4" panorámica;
- E6400: Microprocesador Intel - pantalla de 14,1" panorámica;
- E6410: Microprocesador Intel - pantalla de 14,1" panorámica;
- E6400 ATG: Microprocesador Intel - pantalla de 14,1" panorámica - carcasa reforzada y componentes protegidos contra choques;
- E6400 XFR: Microprocesador Intel - pantalla de 14,1" panorámica - carcasa superreforzada y componentes superprotegidos contra choques;
- E6420: Microprocesador Intel - pantalla de 14,1" panorámica - carcasa superreforzada y componentes superprotegidos contra choques;
- E6500: Microprocesador Intel - pantalla de 15,4" panorámica.

## Nuevos modelos: Latitude Z
Durante el verano 2009 salieron los nuevos portátiles Latitude Z, empezando con el Latitude Z600, con un diseño más fino, y entonces más ligero.

## Sistemas operativos
Toda la gama Latitude se puede conseguir con las siguientes configuraciones:
- Sin sistema operativo: N-Series, permite al usuario instalar el sistema operativo que quiere;
- Con Windows XP SP2 Familial o Profesional;
- Con Windows Vista Familiar Básico o Profesional.
- Con Windows 7 Home premium o Profesional.

## Netbooks Latitude
En mayo del 2009, Dell lanzó los primeros netbooks de la gama Latitude, con el Latitude 2100, un netbook de 10".

## Accesorios y periféricos
La gama Latitude dispone de una amplia gama de periféricos propios a esta gama. Consta principalmente de estaciones de acoplamiento y de periféricos vinculados a la bahía Media Bay. Se incluyen los siguientes elementos:
- D/Port (replicador de puertos);
- D/Dock (replicador de puertos y lector óptico adicional);
- D/View + D/Port (replicador de puertos y panel inclinado que permite una posición confortable. Se precisan un teclado y un ratón USB);
- Mediabase (replicador de puertos y lector óptico, sólo para el Latitude D430 y el Latitude XT).

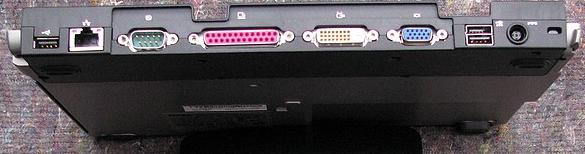
DELL Mediabase.

Aparte de los modelos de 12", toda la gama Latitude dispone de una bahía Media Bay cuyo contenido se puede cambiar muy fácilmente, gracias a un botón sencillo. La Media Bay puede contener: 
- un lector de CD;
- un lector de DVD;
- un combo CD-RW/DVD;
- una grabadora de DVD-RW;

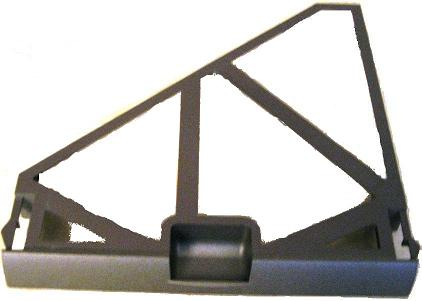
DELL Cache plastique pour Media Bay.

- una batería Media Bay de 6 celdas a 48Wh;
- una disquetera;
- un disco duro adicional 2,5" IDE;

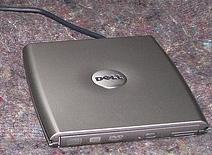
DELL D/Bay.

- una tapa de plástico cuando el usuario no necesita su Media Bay, lo que le permite aligerar su portátil.

La bahía Media Bay también se encuentra en el D/Bay que es un periférico externo que se puede conectar al Latitude D430, al Latitude XT y al Latitude D830 y que soporta: 
- un lector de CD;
- un lector de DVD;
- un combo CD-RW/DVD;
- una grabadora de DVD-RW;
- una disquetera;
- un disco duro aditional 2,5" IDE;
- una tapa de plástico cuando el usuario no necesita su Media Bay.

## Características tecnológicas
La última generación de Latitude Dx3x incluye tecnologías (algunas de serie, otras opcionales) de nueva generación, tal como: 
- unidades de almacenamiento SSD;
- discos duros híbridos;

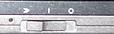
DELL Wi-Fi Catcher.

- microprocesadores Intel Penryn (plataforma Santa Rosa Refresh);
- tarjetas Wi-Fi 802.11n (norma draft n);
- tarjetas 3G;
- pantallas LED (Latitude XT);
- un Wi-Fi catcher (para detectar redes Wi-Fi)...

## Antiguos modelos

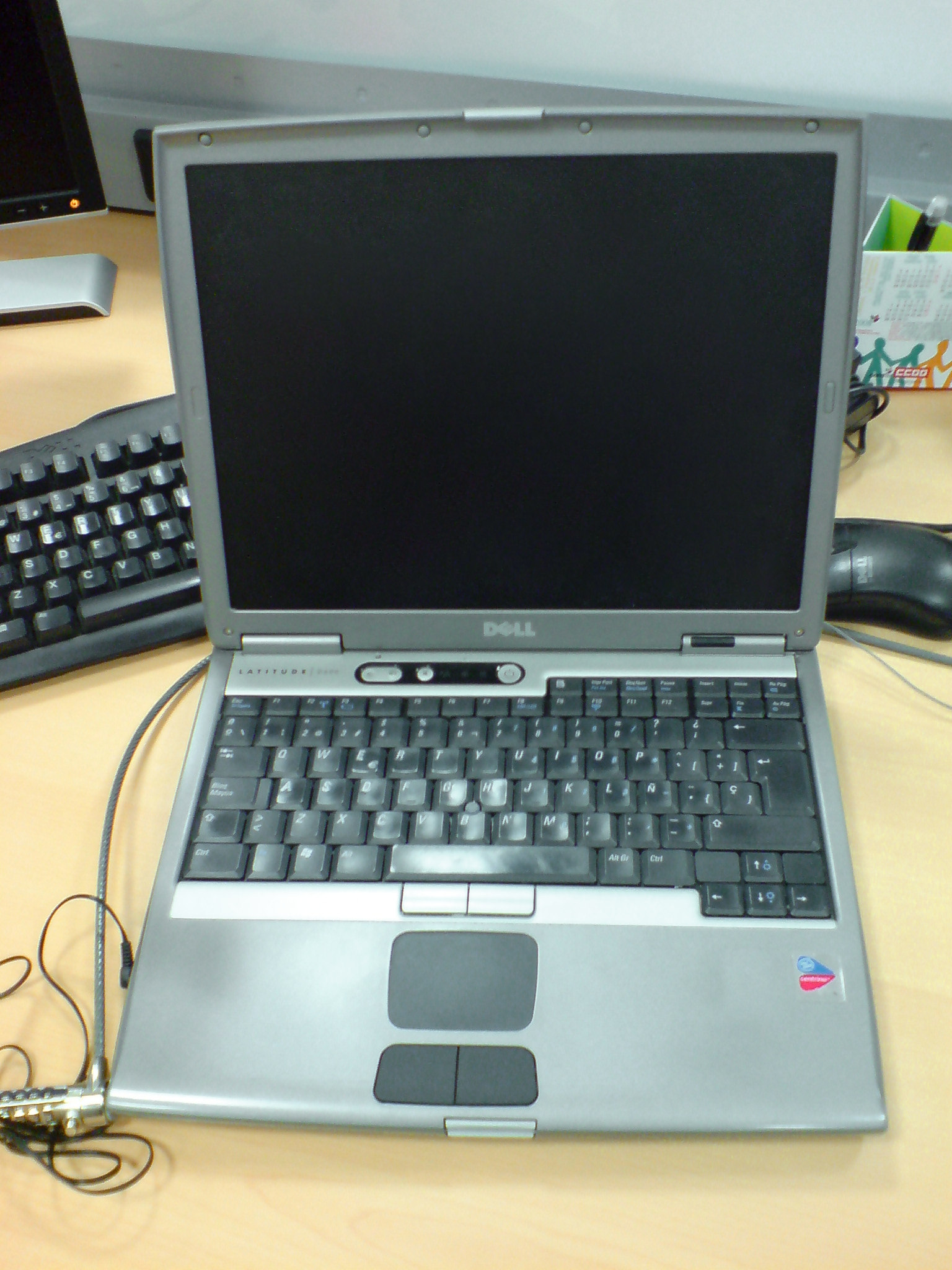
Dell Latitude D600.

Antiguos modelos de la gama Latitude D-series incluyen:
- D420, D520, D620, D620 ATG, D820
- D410, D510, D610, D810
- D400, D500, D505, D600, D800

Antes de la generación de los D-series, antes de los microprocesadores Pentium-M, la gama Latitude constaba de los C-series que incluían los:
- C540, C640, C840
- C410, C510, C610, C810
- C400, C500, C600, C800

Otros antiguos modelos de la gama Latitude:
- Ultraportátiles: X1, X300, X200;
- Entrada de gama: 131L, 120L, 110L, 100L;
- L400, LS...